# Barrage d'Al-Wehda (Maroc)
 (décembre 2024).
Si vous disposez d'ouvrages ou d'articles de référence ou si vous connaissez des sites web de qualité traitant du thème abordé ici, merci de compléter l'article en donnant les références utiles à sa vérifiabilité et en les liant à la section « Notes et références ».
Pour l’article homonyme, voir Barrage d'Al-Wehda.
Le barrage d’Al-Wehda est un barrage en remblai situé sur l'Ouargha, dans la province de Ouezzane.

## Histoire
Sa construction a démarré en 1991 et il a été inauguré le 20 mars 1997.

## Caractéristiques
C'est le plus grand barrage en terme de capacité de retenue d'eau du Maroc. Le barrage d'Al Wahda mesure 88 mètres de haut, 2 600 mètres de long et a une capacité de 3,8 milliards de mètres cubes.